# Пойтресс, Алекс
Алекс Пойтресс (англ. Alex Poythress; род. 28 октября 1993, Саванна, штат Джорджия, США) — американский и ивуарийский профессиональный баскетболист, играющий на позиции тяжёлого форварда.

## Карьера
Своей игрой в школе Пойтресс привлёк внимание специалистов, которые ставили ему самые высокие оценки в скаутских отчётах. В сезоне 2011/2012 получил звание Игрока года штата Теннесси.
Из нескольких десятков предложений от вузов Пойтресс остановил свой выбор на университете Кентукки. Под руководством Джона Калипари Алекс провёл 4 сезона в составе «Кентукки Уайлдкэтс». В декабре 2014 года Алекс получил на тренировке разрыв передней крестообразной связки левого колена и выбыл до конца сезона 2014/2015. В свой выпускной год Алекс набирал 10,2 очка и 6,0 подборов в среднем за игру в NCAA.
Не став выбранным на драфте 2016 года Пойтресс присоединился к «Орландо Мэджик» в Летней лиге НБА.
В августе 2016 года Пойтресс подписал контракт с «Индианой Пейсерс», но в октябре «Пэйсерс» отказались от Алекса после 2 предсезонных игр. Свою карьеру Алекс продолжил в «Форт-Уэйн Мэд Энтс».
В апреле 2017 года Пойтресс перешёл в «Филадельфию Севенти Сиксерс», с которой подписал соглашение до конца сезона 2016/2017.
В августе 2017 года Пойтресс подписал двусторонний контракт с «Индианой Пейсерс» для выступления за основную команду «Пейсерс» и за «Форт-Уэйн Мэд Энтс» в G-Лиге. В декабре контракт Алекса был преобразован в полноценный контракт на регулярный сезон.
В августе 2018 года Пойтресс подписал двусторонний контракт с «Атлантой Хокс», где провёл 21 игру со статистикой 5,1 очка и 3,6 подбора в среднем за игру. В 18 матчах G-Лиги в составе «Эри Бэйхокс» Алекс набирал 23,7 очка, 9,7 подбора, 2,7 передачи, 1,1 перехвата и 1,2 блок-шота.
Сезон 2019/2020 Пойтресс начинал в китайском клубе «Цзилинь Нортист Тайгерс», но в декабре перешёл в «Галатасарай».
В июле 2020 года Пойтресс стал игроком «Зенита».
20 февраля 2022 года Пойтресс принял участие в «Матче всех звёзд» Единой лиги ВТБ. В этом матче Алекс провёл на площадке 19 минут 57 секунд и набрал 10 очков, 3 подбора, 5 передач, 1 перехват и 1 блок-шот.
Также, Пойтресс принял участие в конкурсе по броскам сверху, который прошёл перед началом «Матча всех звёзд». В финале конкурса Алекс уступил Марио Хезоне (89:93), который получил максимальное количество баллов от жюри за свой последний данк.
В феврале 2022 года Пойтресс был признан «Самым ценным игроком» Единой лиги ВТБ по итогам месяца. В 2 матчах Алекс набирал в среднем 11,5 очка, 6,0 подбора, 1,5 передачи и 1,5 блок-шота с показателем эффективности 19,0 балла.
В сезоне 2021/2022 Пойтресс стал чемпионом Единой лиги ВТБ, чемпионом России и серебряным призёром Суперкубка Единой лиги ВТБ. В 29 матчах Единой лиги ВТБ Алекс набирал в среднем 12,8 очка и 5,4 подбора.
В июне 2022 года Пойтресс перешёл в «Маккаби» (Тель-Авив).
В июле 2023 года Пойтресс подписал контракт с «Олимпией Милан». В составе команды Алекс стал чемпионом Италии.
В июне 2024 года Пойтресс вернулся в «Зенит».
В сезоне 2024/2025 Пойтресс стал серебряным призёром Единой лиги ВТБ и чемпионата России, а также бронзовым призёром Суперкубка Единой лиги ВТБ.
В июле 2025 года Пойтресс продлил контракт с «Зенитом» по схеме «1+1».

## Достижения
- Чемпион Единой лиги ВТБ: 2021/2022
- Бронзовый призёр Единой лиги ВТБ: 2020/2021
- Серебряный призёр Суперкубка Единой лиги ВТБ: 2021
- Серебряный призёр Единой лиги ВТБ: 2024/2025
- Серебряный призёр чемпионата России: 2024/2025
- Бронзовый призёр Суперкубка Единой лиги ВТБ: 2024
- Чемпион Италии: 2023/2024
- Чемпион России: 2021/2022
- Бронзовый призёр чемпионата России: 2020/2021

## Галерея

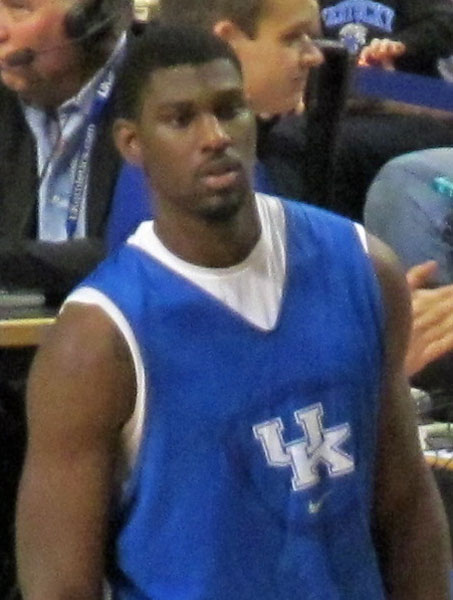
В составе «Кентукки Уайлдкэтс» (2013)
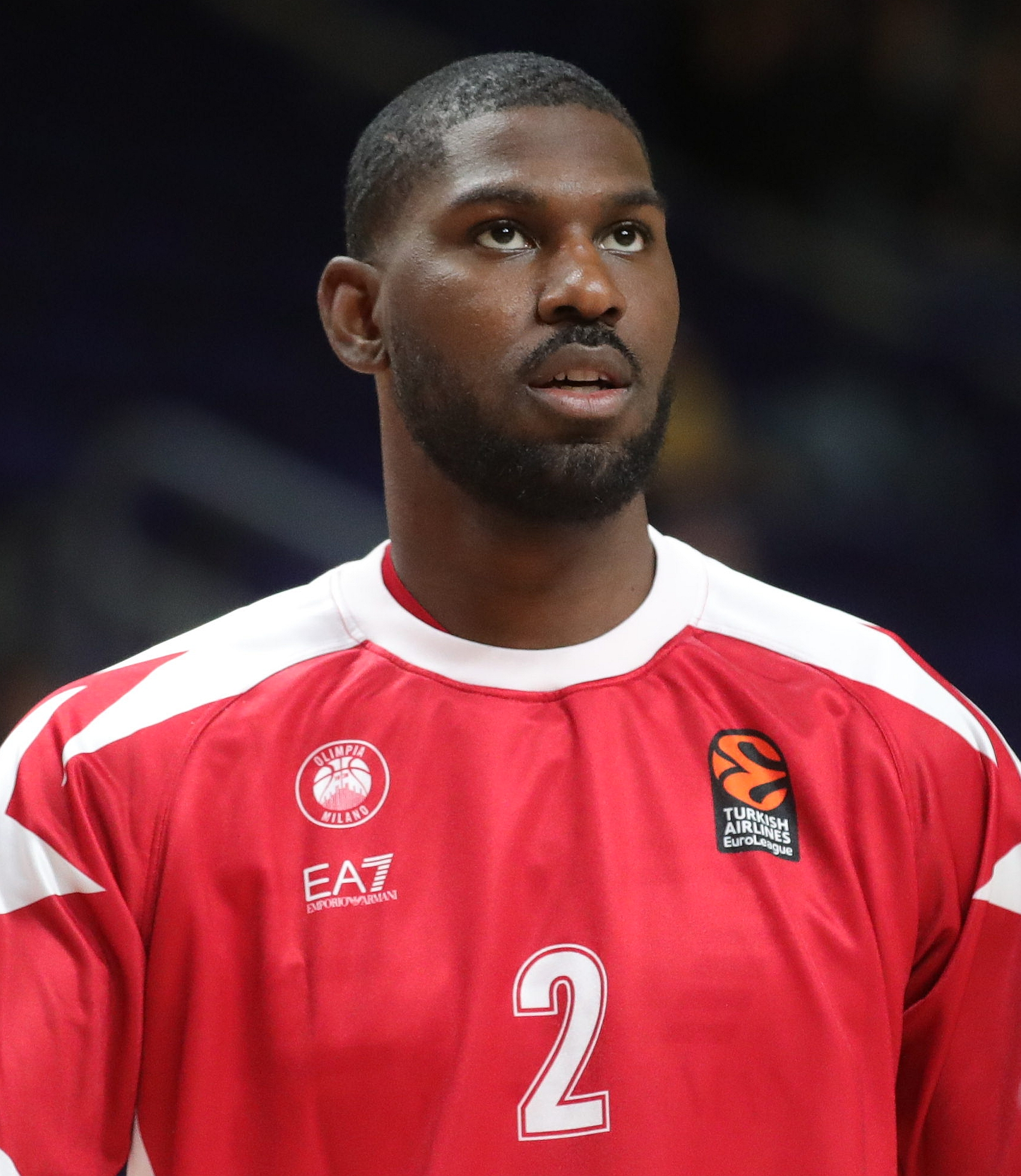
В составе Олимпии Милан (2023)
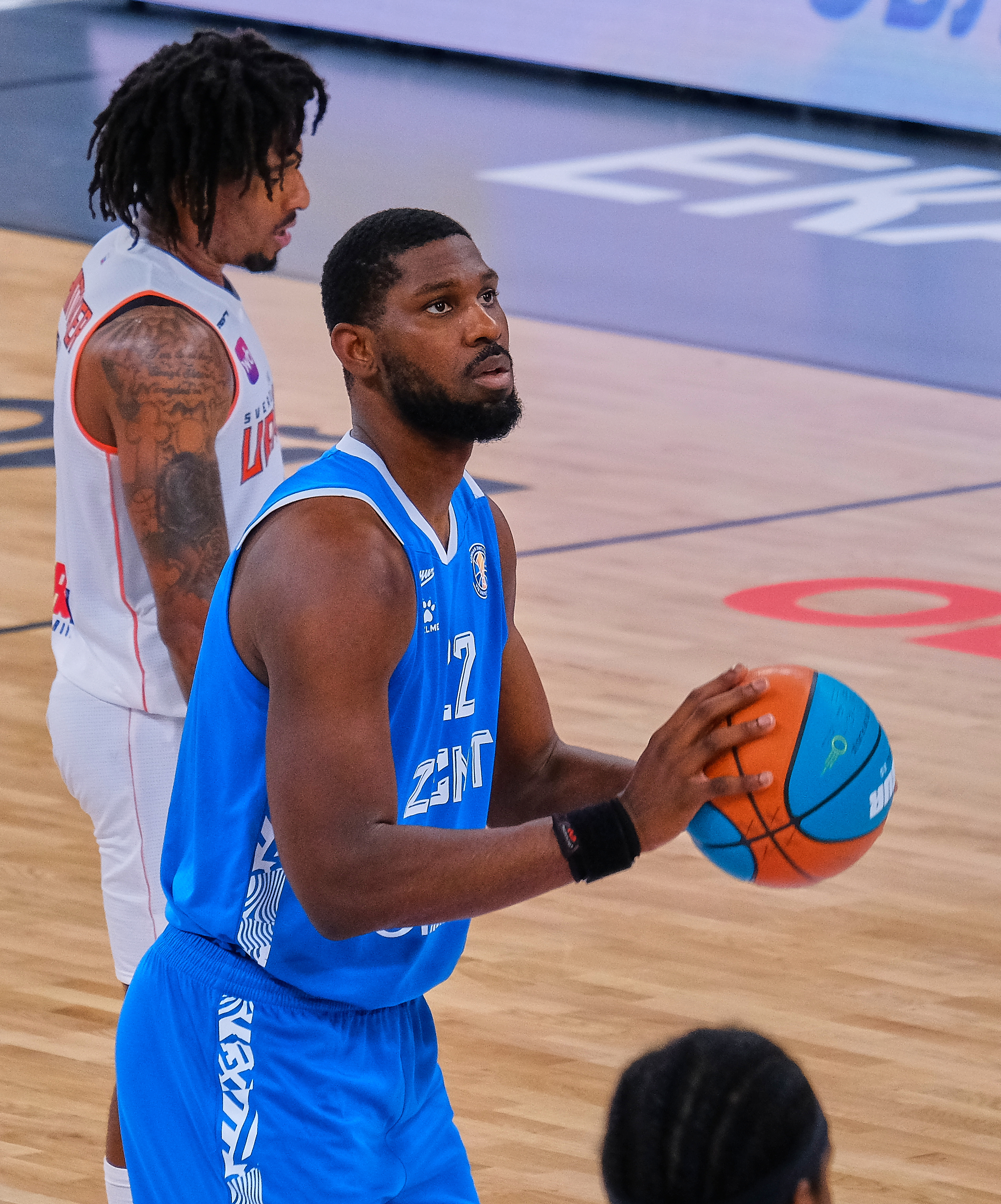
В составе «Зенита» (2024)